# マルチコピー一本鎖DNA

密接に関連するMyxococcusxanthusからのmsDNAと比較したStigmatellaaurantiacaからのmsDNA 。 DNA配列の超可変ドメインは灰色で網掛けされています。ブランチGを含む高度に保存されたAGCRNA配列は、ピンク色で網掛けされています。 msDNAの前駆体型と産物型の間のRNA切断部位は赤い三角形で示されています。 Dhundaleらから再描画。

マルチコピー一本鎖DNA（マルチコピーいっぽんさディーエヌエー、英語: Multicopy signal-stranded DNA (mcDNA) ）は、2’,5’ホスホジエステル結合を介してRNA分子のグアノシンに共有結合した一本鎖DNAからなる染色体外衛星DNAの一種 

## 生合成

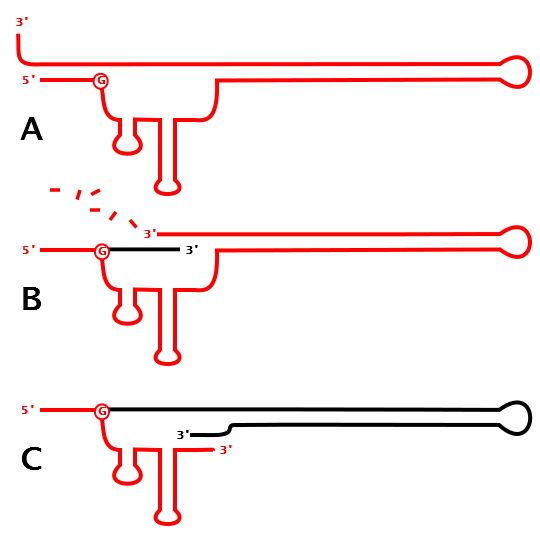
msDNAの合成のために提案されたメカニズム。 （A）プライマーテンプレートRNAを二次構造に折りたたむと、特定の分岐G残基の2'-OH基がプライマーとして機能し、レトロン逆転写酵素によるcDNA合成を開始できます。 （B）cDNAの合成には、テンプレート鎖のRNaseH消化が伴います。 （C）完成したmsDNA分子では、RNAテンプレートの一部がcDNAの5 '末端に結合したままです。